# Hufeisen (Heraldik)

Gekehrte Hufeisen

Hufeisen nach unten geöffnet

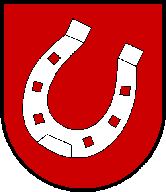
Als schräg links gestürzt blasoniert

Wappen von Bertrix

Das Hufeisen ist in der Heraldik eine beliebte Wappenfigur.
Es gehört zur gemeinen Figur und wird in Wappen in zwei Varianten dargestellt: Mit der Öffnung zum Schildfuß oder zum Schildhaupt. In letzterer Position ist das Hufeisen gestürzt (Padenstedt) und wird auch so beschrieben. Es ist mit Rillen (Falz), angedeuteten Zehenkappen und den rechteckigen Nagellöchern zu sehen. Die Lochanzahl ist unbedeutend und wird in der Blasonierung nicht erwähnt. Im Wappen kann dem Hufeisen auch ein Gegenstand angesteckt werden, oft ist es ein Kreuz oder ein Halbmond. Mehrere Eisen im Wappen sind möglich. Bevorzugte Stellung ist im Dreipass zwei über eins, also 2:1. Aber auch 'deckend' wird verwendet, so in Isernhagen. 
Als Glückssymbol und Glücksbringer ist es allgemein bekannt. So ist ein nach oben offenes Hufeisen ein Symbol für die Teufelshörner. Ist es nach unten offen, herrscht die Vorstellung vom Herausfallen des Glückes vor. Bekannt im Wappen ist es mindestens seit dem 15. Jahrhundert. Es verkörperte nicht nur Bergbau, sondern auch umfangreiche Pferdezucht. Es wurde auch als Hausmarke und auf Gemarkungssteinen verwendet. Beispiel ist Büchig, ein Stadtteil von Bretten bei Karlsruhe, wo es vormals als Dorfzeichen angesehen wurde und auf Grenzsteinen wiederzufinden war. 
Die Bedeutung als Ehrschatz (Sachleistungen) hat sicherlich ebenfalls dazu beigetragen, dass das Hufeisen seine Beliebtheit nicht verloren hat. Der Hufnagel als notwendiges Befestigungsmittel wird auch als gemeine Figur genommen, ist aber unbedeutend für die Heraldik. Werden Hufeisen und Nagel zusammen im Wappen dargestellt, ist dies bei anderer Tingierung der Nägel anzugeben. Der Wappenkünstler spricht in der heraldischen Sprache vom benagelten Hufeisen.
Bei dem Wappentier Strauß wird das Hufeisen dem Vogel zum Halten in den Schnabel gegeben, so in Vohenstrauß.
Als redendes Wappen ("Eisen") ist es im Schild von Isny im Allgäu oder Isernhagen. Es redet ebenfalls in Hinterschmiding.
Auch Bantzenheim, Fessenheim oder Illzach im Elsass führen ein Hufeisen. Schliengen nahe der Grenze zur Schweiz hat im senkrecht geteilten Wappen auch den Baselstab. Das Wappen Proskaus kombiniert mehrfach springende Hirschen mit Hufeisen. Straßwalchen zeigt Hufeisentritte und unterstreicht damit die verkehrsgünstige Lage.
Der Dreiberg im Wappen von Samerberg spielt auf den Namen des Ortes an und versinnbildlicht in Verbindung mit dem Hufeisen die Säumerei.